# Karo (omotski jezik)
Karo jezik (cherre, kere, kerre; ISO 639-3: kxh), jezik južnoomotske podskupine afrazijskih jezika, kojim govori 1 000 ljudi u Etiopiji uz rijeku Omo. U selu Korcho živi oko 500 pripadnika plemena poznatih po jedinstvenom bojanju tijela.
Neki se služe i jezikom nyangatom [nnj].

## Vanjske poveznice
- Ethnologue (14th)
- Ethnologue (15th)